# Hemofobi
Hemofobi är en irrationell rädsla, fobi, för blod. Ordet är sammansatt av grekiskans hemo som betyder blod och fobi som kommer från det grekiska ordet för rädsla.
En hemofob är en person som tycker det är väldigt obehagligt och ångestladdat att se blod.